# Tillandsia mooreana
Tillandsia mooreana là một loài thuộc chi Tillandsia. Đây là loài đặc hữu của México.

## Giống
- xVrieslandsia 'Harmony'
- xVrieslandsia 'Harmony Too'